# حاجی‌مهدی
حاج‌محمدی، روستایی است از توابع بخش بردخون در شهرستان دیر استان بوشهر ایران.

## جمعیت
این روستا در دهستان بردخون قرار داشته و بر اساس آمار محلی سال ۱۳۸۳ جمعیت آن ۱۲ نفر (۲ خانوار) بوده‌است. و براساس سرشماری مرکز آمار ایران در سال ۱۳۸۵، جمعیت آن زیر سه خانوار بوده‌است.